# Вестерхајм (Унтералгој)
Вестерхајм (њем. Westerheim) општина је у њемачкој савезној држави Баварска. Једно је од 52 општинска средишта округа Унтералгој. Према процјени из 2010. у општини је живјело 2.104 становника. Посједује регионалну шифру (AGS) 9778214.

## Географски и демографски подаци
Вестерхајм се налази у савезној држави Баварска у округу Унтералгој. Општина се налази на надморској висини од 602 метра. Површина општине износи 21,2 km². У самом мјесту је, према процјени из 2010. године, живјело 2.104 становника. Просјечна густина становништва износи 99 становника/km².